# Liste der denkmalgeschützten Objekte in Asperhofen
Die Liste der denkmalgeschützten Objekte in Asperhofen enthält die 12 denkmalgeschützten, unbeweglichen Objekte der niederösterreichischen Marktgemeinde Asperhofen.

## Denkmäler
| Foto |                 | Denkmal                                                                                 | Standort                                                  | Beschreibung | Metadaten |
| ---- | --------------- | --------------------------------------------------------------------------------------- | --------------------------------------------------------- | --- | --- |
| ja   | Datei hochladen | Bildstock, Türkenkreuz/Pestkreuz HERIS-ID: 79699 Objekt-ID: 93395                       | südlich von Agathastraße 9 Standort KG: Asperhofen        | Der Bildstock in der Nähe des Friedhofs ist mit 1577 und 1736 bezeichnet. Der erneuerte Aufsatz stammt aus dem Jahre 1908. | BDA-Hist.: Q38171810 Status: § 2a Stand der BDA-Liste: 2025-06-30 Name: Bildstock, Türkenkreuz/Pestkreuz GstNr.: 215                                   |
| ja   | Datei hochladen | Friedhofskapelle HERIS-ID: 82217 Objekt-ID: 96031                                       | Agathastraße 14, östlich von Standort KG: Asperhofen      | Die Friedhofskapelle stellt sich in neobarocken Formen dar und stammt aus der Zeit um 1900. | BDA-Hist.: Q38178007 Status: § 2a Stand der BDA-Liste: 2025-06-30 Name: Friedhofskapelle GstNr.: 215                                                   |
| ja   | Datei hochladen | Flur-/Wegkapelle hl. Johannes Nepomuk HERIS-ID: 31980 Objekt-ID: 29013                  | Johannesgasse 11, in der Nähe Standort KG: Asperhofen     | Die Nepomukkapelle vom Anfang des 19. Jahrhunderts ist ein frühklassizistischer Bau mit Dreiecksgiebel, Rundbogenöffnung und seitlichen Halbsäulen. Die barocke Statue des Heiligen auf einem Sockel ist mit 1733 bezeichnet und rezent bemalt. | BDA-Hist.: Q37945390 Status: § 2a Stand der BDA-Liste: 2025-06-30 Name: Flur-/Wegkapelle hl. Johannes Nepomuk GstNr.: 105                              |
| ja   | Datei hochladen | Kath. Pfarrkirche hl. Agatha HERIS-ID: 31979 Objekt-ID: 29012                           | bei Kirchenplatz 5 Standort KG: Asperhofen                | Die Kirche von Asperhofen, geweiht auf die hl. Agatha, ist ein spätgotischer Saalbau mit vorgelagertem Westturm, der in der zweiten Hälfte des 15. Jahrhunderts als Filialkirche errichtet und später erweitert wurde. Die Erhebung zur Pfarrkirche erfolgte 1899. | BDA-Hist.: Q37945379 Status: § 2a Stand der BDA-Liste: 2025-06-30 Name: Kath. Pfarrkirche hl. Agatha GstNr.: 65 Pfarrkirche Asperhofen                 |
| ja   | Datei hochladen | Eisenbetonfachwerkbrücke über die Große Tulln HERIS-ID: 83858 Objekt-ID: 97914seit 2016 | bei Tullner Straße 1 Standort KG: Asperhofen              | Die Eisenbetonfachwerkbrücke über die Große Tulln wurde 1928 errichtet. Anmerkung: Die Brücke über die Große Tulln verbindet die Katastralgemeinden Asperhofen und Siegersdorf. | BDA-Hist.: Q38181473 Status: Bescheid Stand der BDA-Liste: 2025-06-30 Name: Eisenbetonfachwerkbrücke über die Große Tulln GstNr.: 242, 239/2           |
| ja   | Datei hochladen | Flur-/Wegkapelle HERIS-ID: 31982 Objekt-ID: 29015                                       | südlich von Asperhofener Straße 5 Standort KG: Diesendorf | Bei der Wegkapelle handelt es sich um einen spätbarocken rechteckigen Bau mit Satteldach und Blendgiebel. Die Pilastergliederung ist von einer kleeblattbogigen Öffnung durchbrochen, innen hat die Kapelle ein Platzlgewölbe und eine Statue der hl. Barbara aus der 2. Hälfte des 18. Jahrhunderts. | BDA-Hist.: Q37945400 Status: § 2a Stand der BDA-Liste: 2025-06-30 Name: Flur-/Wegkapelle GstNr.: 531                                                   |
| ja   | Datei hochladen | Ortskapelle hl. Bartholomäus HERIS-ID: 31983 Objekt-ID: 29016                           | neben Grabenseer Hauptstraße 34 Standort KG: Grabensee    | Der schlichte barocke Apsisbau hat einen Schweifgiebel und einen Dachreiter mit Pyramidenhelm. Die Kapelle wurde laut einer Inschriftentafel 1754 gestiftet. Der Innenraum ist flach gedeckt und hat eine Apsiskalotte. Das spätbarocke Kruzifix stammt aus der Mitte des 18. Jahrhunderts. | BDA-Hist.: Q37945413 Status: § 2a Stand der BDA-Liste: 2025-06-30 Name: Ortskapelle hl. Bartholomäus GstNr.: 60                                        |
| ja   | Datei hochladen | Ortskapelle hl. Rochus HERIS-ID: 31984 Objekt-ID: 29017                                 | bei Oberort 4 Standort KG: Großgraben                     | Der schlichte Apsisbau stammt aus dem Jahre 1836 und wurde 1906 vergrößert. Die Kapelle hat Rundbogenfenster, einen Dachreiter mit Spitzhelm und innen eine flache Decke. | BDA-Hist.: Q37945422 Status: § 2a Stand der BDA-Liste: 2025-06-30 Name: Ortskapelle hl. Rochus GstNr.: 30 Ortskapelle Großgraben                       |
| ja   | Datei hochladen | Kath. Pfarrkirche hl. Johannes der Täufer HERIS-ID: 31989 Objekt-ID: 29022              | südlich von Kirchengasse 12 Standort KG: Johannesberg     | Die Pfarrkirche von Johannesberg (Patrozinium: hl. Johannes der Täufer) ist eine weithin sichtbare Chorturmkirche mit romanischem Kern. Langhaus und Sakristei wurden nach dem Zweiten Weltkrieg nach Plänen der Architektin Martha Bolldorf-Reitstätter errichtet. Die beim Umbau beibehaltenen romanischen Teile wurden als Chor adaptiert. Der Hochaltar enthält barocke und neobarocke Teile, darunter barocke Reliefs der Geburt und der Kreuzigung Christi aus der ehemaligen Pfarrkirche von Neulengbach. Die Orgel, 1879 von Matthäus Mauracher gebaut, wurde 1956 aus der Pfarrkirche Ulmerfeld nach Johannesberg übertragen. Anmerkung: | BDA-Hist.: Q37945450 Status: § 2a Stand der BDA-Liste: 2025-06-30 Name: Kath. Pfarrkirche hl. Johannes der Täufer GstNr.: 114 Pfarrkirche Johannesberg |
| ja   | Datei hochladen | Ortskapelle hl. Corona HERIS-ID: 31990 Objekt-ID: 29023                                 | Kirschenweg 9, neben Standort KG: Kerschenberg            | Der neugotische Bau stammt aus dem Jahre 1884, er hat einen Dreiseitschluss und einen Dachreiter mit Pyramidenhelm. Im Inneren ein Kreuzgratgewölbe, ein kleiner neugotischer Altar und eine Vitrine mit einer Statue der hl. Corona aus der Bauzeit. | BDA-Hist.: Q37945459 Status: § 2a Stand der BDA-Liste: 2025-06-30 Name: Ortskapelle hl. Corona GstNr.: 51                                              |
| ja   | Datei hochladen | Ortskapelle hl. Margarethe HERIS-ID: 61048 Objekt-ID: 73449                             | bei Hauptstraße 19 Standort KG: Siegersdorf               | Die Ortskapelle hl. Margarethe in Siegersdorf wurde um 1860 erbaut. Der neubarocke Bau mit Rundapsis hat einen Giebelreiter mit hohem Zwiebelhelm. Der Innenraum hat eine flache Decke und eine Apsisnische. | BDA-Hist.: Q38094120 Status: § 2a Stand der BDA-Liste: 2025-06-30 Name: Ortskapelle hl. Margarethe GstNr.: 30                                          |
| ja   | Datei hochladen | Eisenbetonfachwerkbrücke über die Große Tulln HERIS-ID: 83857 Objekt-ID: 97913seit 2016 | bei Tullner Straße 1 Standort KG: Siegersdorf             | Die Eisenbetonfachwerkbrücke über die Große Tulln wurde 1928 errichtet. Anmerkung: Die Brücke über die Große Tulln verbindet die Katastralgemeinden Asperhofen und Siegersdorf. | BDA-Hist.: Q38181466 Status: Bescheid Stand der BDA-Liste: 2025-06-30 Name: Eisenbetonfachwerkbrücke über die Große Tulln GstNr.: 101, 100             |